# Life Time (Rollins Band)
Life Time è il primo album in studio del gruppo musicale statunitense Rollins Band, pubblicato nel 1987.

## Tracce
1. Burned Beyond Recognition - 2:56
2. What Am I Doing Here? - 3:21
3. 1,000 Times Blind - 2:57
4. Lonely - 4:16
5. Wreck-Age - 5:33
6. Gun in Mouth Blues - 8:57
7. You Look at You - 3:31
8. If You're Alive - 2:42
9. Turned Out - 5:57
10. What Am I Doing Here? (live) - 3:20
11. intro (live) - 1:19
12. Burned Beyond Recognition (live) - 2:51
13. Move Right In (live) - 8:34
14. Hot Animal Machine II (live) - 8:36

## Formazione
- Henry Rollins – voce
- Chris Haskett – chitarra
- Andrew Weiss – basso
- Sim Cain – batteria